# El Carbayón

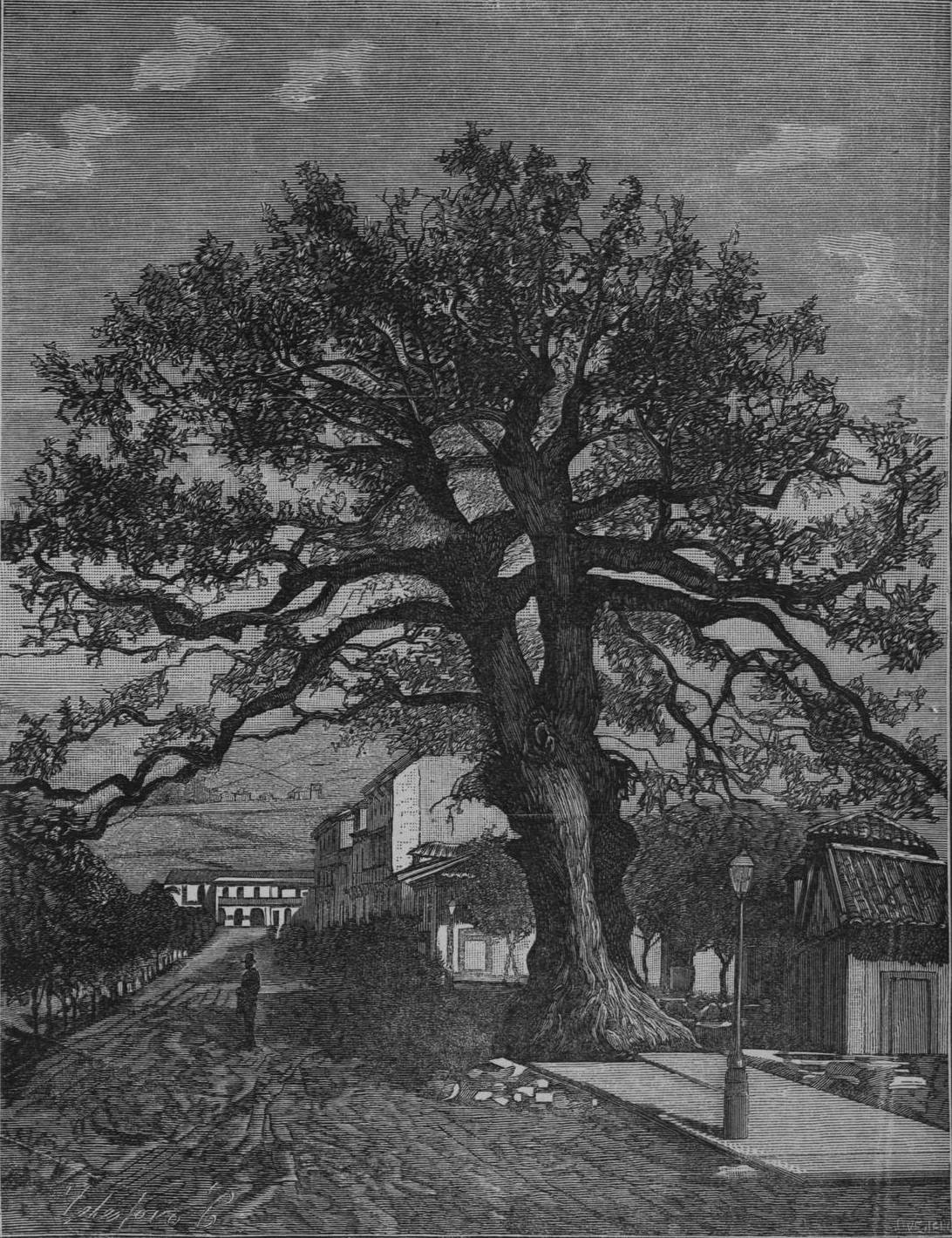
Grabado del antiguo Carbayón talado en 1879.

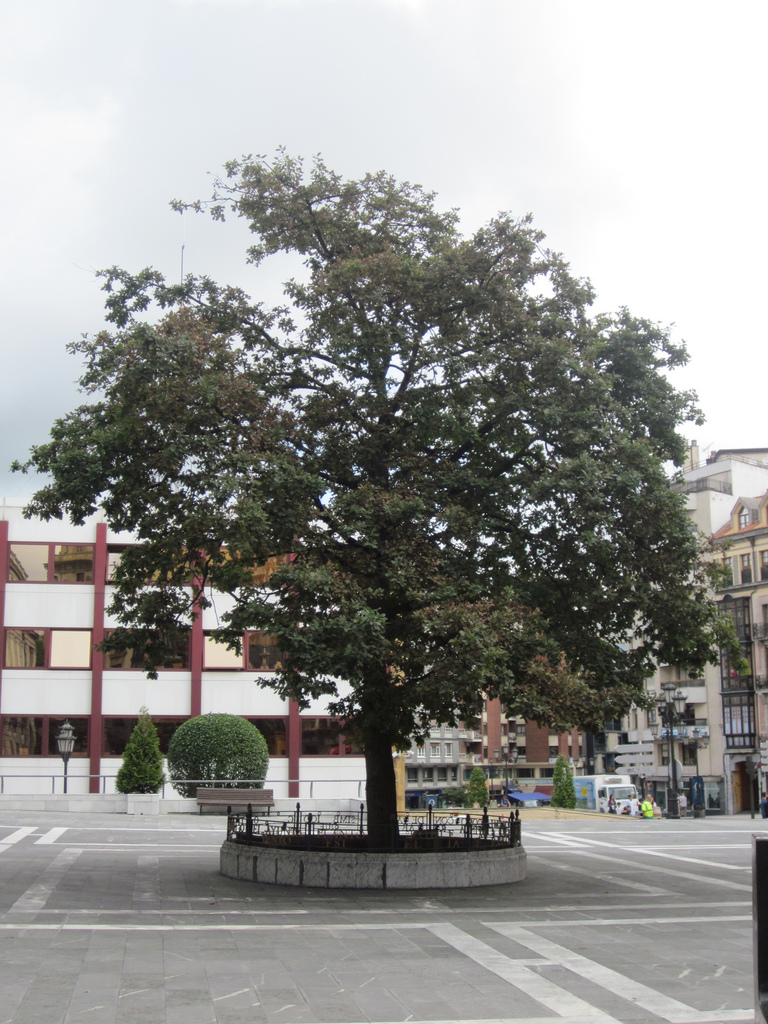
Actual Carbayón plantado en recuerdo del primero y situado a un lado del Teatro Campoamor.

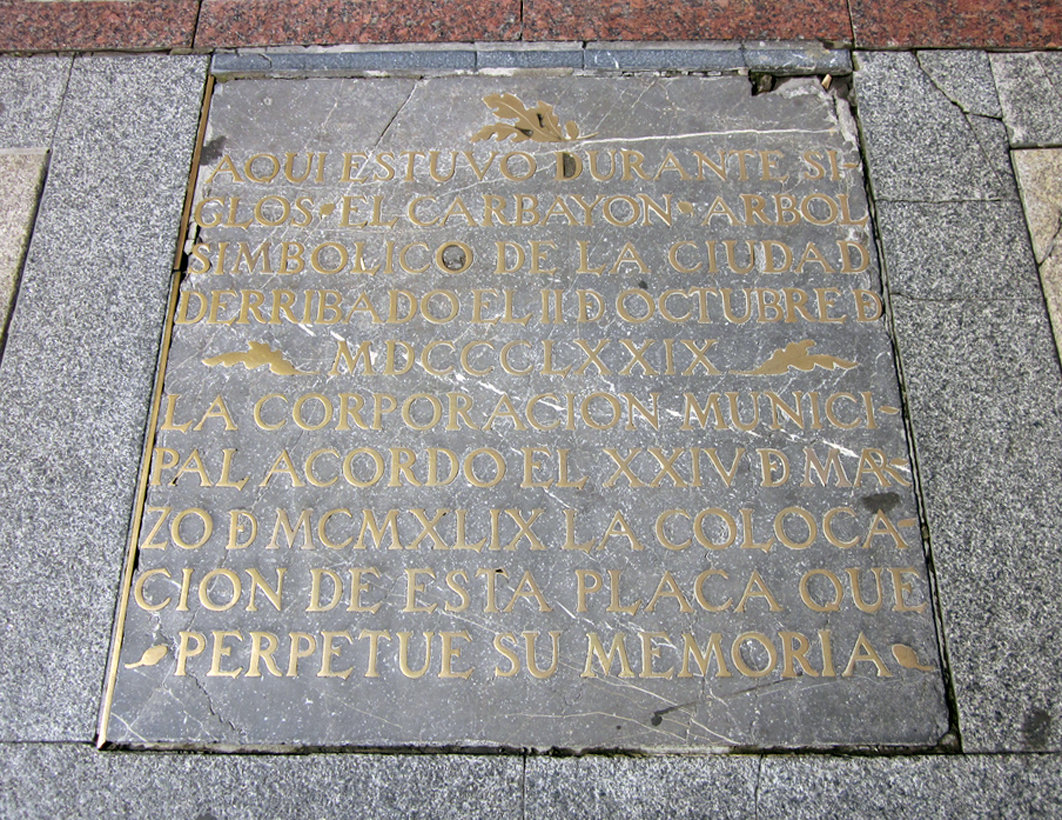
Placa conmemorativa en el lugar donde estuvo situado El Carbayón en la Calle de Uría.

El Carbayón (aumentativo de carbayu, que significa roble en asturiano) es el nombre que recibe un roble centenario que estaba situado en la Calle de Uría de Oviedo, en Asturias. Este árbol, debido a su porte y tamaño, fue de enorme importancia simbólica para la ciudad, y ha dado lugar al gentilicio oficioso de los ovetenses, llamados también carbayones por este árbol.

## Descripción
En el momento de su tala, el árbol medía 9 metros de circunferencia en su base, tenía dos troncos principales que alcanzaban una altura de 30 metros y su copa medía 38 metros de circunferencia.
Una de las razones esgrimidas para su tala fue su avanzado estado de carcoma interior, cosa que se comprobó como cierta una vez talado. Este hecho impidió su datación exacta, aunque se le supusieron unos 500 años edad.

## Historia
Estaba situado en el extremo inferior del Campo de San Francisco, lugar de recreo y paseo de los ovetenses a lo largo de los años. En 1874 se había construido la estación de tren a una distancia de 1 km del centro de la ciudad y se proyectó un vial para unirlos. Este proyecto se tradujo en las actuales calles de Uría, abierta en el mismo año, y de Fruela, abierta en 1880, que bordeaban el extremo inferior del Campo de San Francisco dejando aislado al Carbayón del resto del Campo, molestando la circulación por la calle de Uría.
El 15 de septiembre de 1879 se reunió el ayuntamiento de Oviedo para discutir qué hacer con el árbol, tras el informe del jardinero municipal favorable a la tala. Los concejales se dividían en dos grupos opuestos: los progresistas, favorables a la tala, y los conservadores, contrarios a ella.
Tras dos votaciones nulas, en la tercera, la comisión de «paseos y arboledas» votó a favor de la tala por catorce votos a nueve. El Ayuntamiento sacó a subasta el derribo del árbol y fue otorgado por el montante de 192 pesetas. El 2 de octubre de 1879 se hizo efectiva la tala.

## Memoria
En esos días se creó el semanario primero y luego diario El Carbayón, el cual en su primera edición rememoró a El Carbayón de esta manera: 

Aquí estuvo el Carbayón, 

seiscientos años con vida 

y cayó sin compasión 

bajo el hacha fratricida 

de nuestra corporación. 

Este pasquín respetad, 

si sois buenos ovetenses, 

y en su memoria llorad 

todos los aquí presentes 

por el que honró a la ciudad

En marzo de 1949 se instaló por orden del Ayuntamiento una placa conmemorativa en la acera de la calle de Uría, en el mismo lugar en el que estaba situado el árbol. En la placa se lee la siguiente inscripción:

Aquí estuvo durante siglos el Carbayón, árbol simbólico de la ciudad, derribado el II de octubre de MDCCCLXXIX. La Corporación municipal acordó el XXIV de marzo de MCMXLIX la colocación de esta placa que perpetúe su memoria.

En 1950 se plantó un nuevo roble en los jardines del Teatro Campoamor, conocido popularmente como El Carbayín, en torno al cual se colocó un verja con una inscripción que reza: 

«Como continuador de aquel árbol simbólico que nos dio el título de carbayones, el Ayuntamiento plantó este roble el día XI de febrero del año de gracia de MCML